# Villelongue-de-la-Salanque
Villelongue-de-la-Salanque (Catalaans: Vilallonga de la Salanca) is een gemeente in het Franse departement Pyrénées-Orientales (regio Occitanie). De plaats maakt deel uit van het arrondissement Perpignan. Villelongue-de-la-Salanque telde op 1 januari 2022 3.318 inwoners.
De gemeente is van oudsher bekend voor de teelt van artisjokken.

## Geografie
De oppervlakte van Villelongue-de-la-Salanque bedroeg op 1 januari 2022 7,21 vierkante kilometer; de bevolkingsdichtheid was toen 460,2 inwoners per km². De gemeente ligt in de Salanque, in het noorden van de vlakte van Roussillon.

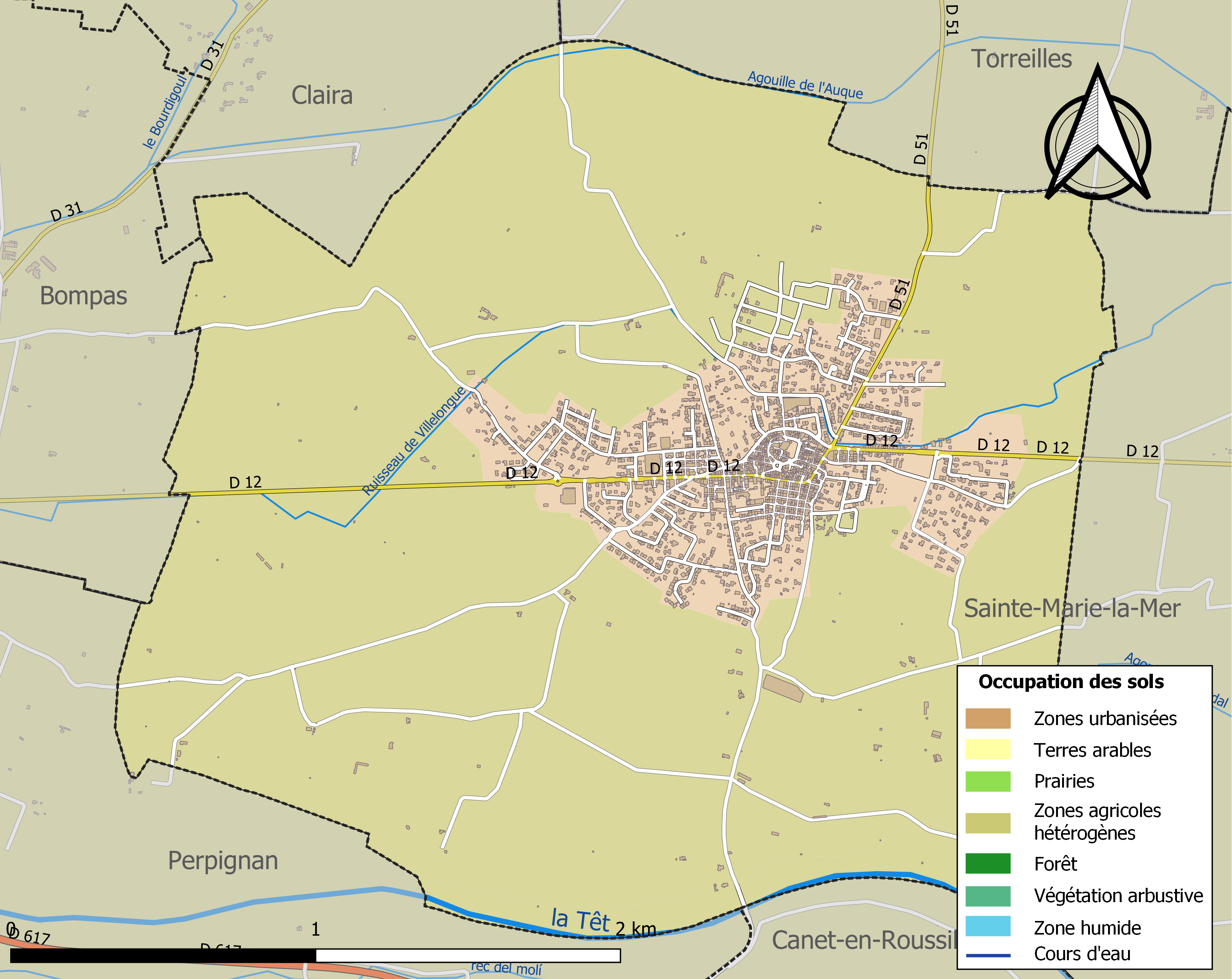
Kaart van de gemeente met de belangrijkste infrastructuur, bodemgebruik en omliggende gemeenten

## Demografie
Onderstaande figuur toont het verloop van het inwonertal (bron: INSEE-tellingen).